# 吉澤レイカ
吉澤 レイカ（よしざわ れいか、1980年12月30日 - ）は、日本のAV女優。

## 略歴・人物
神奈川県出身。2003年3月21日に『背徳のバロンドール』（VIP）でAVデビュー。
同年8月にはSODクリエイトからセルデビューするが、翌2004年に一度引退。
2007年より熟女系のAV女優として活動を再開した。

## 出演作品

### アダルトビデオ
2003年
- 背徳のバロンドール（3月21日、VIP）
- 被虐のプリマヴェーラ（4月25日、VIP）
- マジギレ（5月23日、VIP）
- 変態さんいらっしゃい（6月20日、VIP）
- 極（7月23日、HRC）
- 憧れの家庭教師（8月3日、SODクリエイト）
- 痴雌 〜ちめす〜（9月5日、SODクリエイト）
- 24時間 いつでもどこでも SEX VOL.2（10月4日、SODクリエイト）
- 痴女★ザーメン搾り（11月6日、SODクリエイト）
- 僕だけの女教師ペット Special 〜女教師調教輪廻蟻地獄編〜（12月18日、SODクリエイト）共演:水咲ありみ

2004年
- 吉澤レイカと菅原ちえ監督の 素人お嬢さん 女だらけなので下着でオナニーして下さい!!（1月22日、SODクリエイト）
- 舐めまくり痴女×痴女酔拳 DX（2月15日、MOODYZ）
- 初めてのアナル 4th。（3月15日、MOODYZ）
- ドリーム学園 9（4月15日、MOODYZ）共演:天野♥こころ、坂下麻衣、水咲涼子、月野しずく、平井まりあ、ゆりあ、上条えりか
- チンポ狂い ベロ舐め奴隷（5月15日、MOODYZ）

2007年
- 丸の内美人女子社員生中出し（9月7日、TMA）他出演:中島あいり、姫野愛、松田亜美、長澤りか、MISA
- 東京不倫物語（10月27日、LEO）オムニバス作品
- 美熟女スペシャル 痴妻の誘惑 1（11月2日、映天）
- アオザイ娘しか見たくない! 4時間（11月9日、TMA）他出演:さくら奈々、中島あいり、姫野愛、香坂百合、姫川りな、山城美姫、松田亜美、長澤りか、さくらりこ、MISA、華姫りの
- 人妻楽園 Pleasure Love Affair.18（11月25日、グラフィス）他出演:高坂レイ
- 温浴マッサージのお宿《翔田亭》（12月1日、アロマ企画）共演:翔田千里
- 野獣美女乱交（12月1日、ANIMALIJO）共演:天海ゆり、坂本梨沙、三咲エリナ、藤咲飛鳥、真羅マキ、竹内エミリ、高秀花
- 近親熟女 お母さん!中出しさせて! 2（12月15日、ジャネス）
- 変態女面接官のセクハラ面接の実態（12月25日、WEEKENDER）

2008年
- 近親熟女 禁断レズ姉妹 1（1月18日、映天）共演:牧野遥
- 淫乱（仮） SEXそして顔射 そしてお掃除フェラまで。（1月31日、LEO）他出演:大沢佑香、来栖りお、長澤りか、牧野遥、志津華
- Smoking Girls（2月8日、TMA）他多数出演
- 教え子の母（2月19日、MARIA）共演:きょうか
- 月刊人妻画報（2月27日、フラットコーポレーション）
- 淫熟レズ汁 8（3月5日、ジャネス）共演:牧野遥
- 憧れのお姉さん（3月13日、溜池ゴロー）
- 熟女レズ・接吻マンコ!アナル舐めまくり!! 1（4月4日、映天）共演:内田理緒
- 艶妻不倫ノ湯 6（4月11日、ゴーゴーズ）
- 罵倒SEX（4月17日、SODクリエイト）共演:結城リナ、松野ゆい、桜井真央、愛音ゆう
- 熟女が熟女にレズ調教 4（4月19日、スタイルアート）共演:内田理緒
- SEX WIFE -素人妻モデルズ2-（4月25日、h.m.p）他出演:瀬戸ゆうき、坂本梨沙、牧野遥
- 憧れのOLの体をゲットした深町君のHなイタズラ（5月1日、グローリークエスト）共演:桜井エミリ
- 美脚 女教師生徒指導（8月5日、フリーダム）共演:高坂保奈美、大友唯愛、水野優
- 美人女教師 説教強制手淫（8月5日、フリーダム）共演:高坂保奈美、大友唯愛、水野優
- 美人女教師 体罰指導（8月5日、フリーダム）共演:高坂保奈美、大友唯愛、水野優
- 人妻 汗ダク汁ダク特濃SEX旅行（8月8日、大洋図書）
- 美熟女の視線にさらされながらせんずりさせられた僕 vol.2（8月8日、オールドソルジャー）他出演:大友唯愛、高坂保奈美、水野優、若槻尚美 他
- M女覚醒レズ奴隷調教 絶対服従性的主従物語 3（8月15日、ジャネス）共演:あずま樹、加羽ゆい
- アブノーマルレズ 熟女2×レイプ 3（8月19日、スタイルアート）共演:あずま樹
- 禁断のランジェリー（9月5日、アウダースジャパン）共演:川上ゆう、加藤ツバキ、藤宮櫻花
- DOKIレズ 26（9月5日、アウダースジャパン）共演:加藤ツバキ 他出演:川上ゆう、藤宮櫻花
- レズビアン魂 双頭バイブキル!キル!キル!（9月21日、h.m.p）共演:瀬戸ゆうき 他出演:翔田千里、南原香織、松浦ユキ、あずま樹、高倉梨奈、北崎未来
- ベロでち○ぽを喰らう女 パンフェラ&舌上発射フェラ（10月25日、アロマ企画）他出演:城本久美、白河かれん、伊藤青葉、蓮見麗奈

2009年
- 足ピ〜ン 角オナニー 4（1月13日、アロマ企画）他出演:児玉ゆい、喜多嶋未来、芹沢明菜、青空のん、国見奈々、三枝みのり
- 熟女が熟女を犯すシチュエーション! マンコを玩具にするマンコ（1月16日、映天）他出演:あずま樹、くれは沙弥、押切麗奈、牧野遥、佐野ともか、高倉梨奈、友田真希

2011年
- M男家具（8月25日、ラハイナ食堂）他出演：里崎あかね、桐原あずさ、星野あいり
- ママ公認 ロリアイドル最終選考オーディションに残った 美少女のママたちを別室で裏取引きをもちかけるふりして生中出ししちゃいました!（10月25日、ビッグモーカル）共演：南野あかり、里崎あかね
- あ〜やらしい!28 暴発誘惑精飲痴女（11月4日、映天）

2012年
- 天才痴女!2 無限射精天国（1月7日、映天）

他多数出演

### オリジナルビデオ
- Sara Sweet Lesson（2004年2月25日、オブテインフューチャ）他出演:桜田由加里、立花りょう 他